# Ruszkin
Ruszkin (szlovákul: Ruskinovce, németül: Rissdorf) egykori község, ma a Javorina katonai kiképzési terület része Szlovákiában, az Eperjesi kerületben, a Késmárki járásban.

## Fekvése
Lőcsétől északnyugatra, a Lőcsei-hegység völgyében feküd.

## Története
Vályi András szerint "RUSZKONÓCZ. Rusquinium, Riszdorf, Ruszkinovcze. Szepes Várm. a’ 16 Szepességi Városok közzűl, földes Ura a’ Kir. Kamara, lakosai katolikusok, és evangelikusok, fekszik Lőtse, és Kézsmárk között, ehez mintegy mértföldnyire; határja sovány, fája, legelője van, némellyek vásznat is készítenek."
Fényes Elek geográfiai szótárában "Ruszquinócz, Rissdorf, német falu, Szepes vgyében, a 16 szepesi városok közül, ut. p. Késmárkhoz keletre 2 mfdnyire: 213 kath., 480 evang. német lak. Kath. és ev. anyatemplom. Hajdan hires kereskedő város volt. Lakosai most földet mivelnek, gyolcsot szőnek, fával kereskednek."
A Javorina katonai kiképzési területet 1952-ben alapították. Ehhez három korábbi település, Balázsvágás, Szepesudvard és Ruszkin teljes területét, valamint 22 további szepesi község határrészeit vették igénybe államosított erdő- és földterületek összevonásával. A földeket erőszakkal vették el tulajdonosaiktól úgy, hogy beleegyező nyilatkozat aláírására kényszerítették őket, de sok esetben még ezzel sem törődtek. A rendszerváltás után szóba került a létesítmény megszüntetése és a tulajdonosok kárpótlása, ami sok vitát váltott ki a szlovák politikai életben.

## Népessége
1880-ban 614 lakosából 2 magyar, 537 német, 47 szlovák és 9 egyéb anyanyelvű volt.
1890-ben 578 lakosából 505 német, 63 szlovák és 10 egyéb anyanyelvű volt.
1900-ban 593 lakosából 6 magyar, 432 német és 152 szlovák és 10 egyéb anyanyelvű volt.
1910-ben 588 lakosából 12 magyar, 412 német, 147 szlovák és 17 egyéb anyanyelvű volt.
1921-ben 540 lakosából 422 német, 116 csehszlovák, 1 egyéb nemzetiségű és 1 állampolgárság nélküli volt. Ebből 287 evangélikus, 249 római katolikus és 4 görög katolikus vallású volt. 
1930-ban 549 lakosából 372 német, 165 csehszlovák, 1 ruszin, 9 egyéb nemzetiségű és 2 állampolgárság nélküli volt.

## Külső hivatkozások
- Ruszkin régi képeslapon